# Lista över forumprogramvara

## Fri programvara med öppen källkod
| Namn                  | Plattform | Stödda databaser | Senaste utgåva           |
| --------------------- | --------- | ---------------- | ------------------------ |
| FudForum              | PHP       | MySQL            | 3.0.2 (20 november 2010) |
| phpBB                 | PHP       | MySQL            | 3.0.8 (20 november 2010) |
| Phorum                | PHP       | MySQL            | 5.2.15a (17 mars 2010)   |
| Simple Machines Forum | PHP       | MySQL            | 1.1.12 (7 januari 2011)  |
| Snitz Forums 2000     | ASP       | MS-SQL, MySQL    | 3.4.07 (16 mars 2009)    |
| YAF.NET               | ASP.NET   | MS-SQL           | 1.9.5 (16 november 2010) |

## Kommersiell programvara
| Namn                      | Plattform | Stödda databaser | Senaste utgåva |
| ------------------------- | --------- | ---------------- | -------------- |
| Alter Server Forum Module | Java      | MySQL            | 1.0.2          |